# Кирил Николов (революционер)
Вижте пояснителната страница за други личности с името Кирил Николов.
Кирил Николов Георгиев е български революционер, деец на Вътрешната македонска революционна организация (обединена), участник в комунистическото движение по време на Втората световна война.

## Биография
Роден е на 11 април 1911 година в град София. Николов е от влашки произход и семейството му произлиза от Крушево. Баща му е хлебар в София. По-големият му брат, Георги Николов е деец на Македонския младежки съюз, български свещеник в САЩ.
Завършва гимназия и Юридическия факултет на Софийския университет. Членува в македонската студентска група на ВМРО (обединена). Между 1935 и 1936 е сътрудник на „Македонски вести“.
Работи като адвокат и държи кантора в София заедно с Михаил Сматракалев. Между 1938 и 1941 година членува в Македонския литературен кръжок в София, чиито сбирки се провеждат в кантората му.
През 1942 година е подсъдим в процеса срещу ЦК на БРП. За подпомагане „разтурената със закон българска комунист. партия и нейните поделения, които са си поставили цели... за постигането на които... са предприели терористични действия, убийства...“ е сред осъдените на основание на чл. 16 и чл. 17 от Закона за защита на държавата на строг тъмничен затвор и глоба.
След Деветосептемврийския преврат през 1944 година става главен народен обвинител (прокурор) в Неврокоп, като съдейства за пропагандирането на македонизма.
| |  |
| Въпросник за установяване на самоличност на Кирил Николов Георгиев, разпитан в Дирекция на полицията в София на 23 март 1942 година. Разпитаният е отбелязал лични данни, сред които и българска народност. |  |